# ۱۴۴۸ (میلادی)
۱۴۴۸ (میلادی) هزار و چهارصد و چهل و هشتمین سال تقویم میلادی است.

## رویدادها
آغاز حکومت ولاد سوم

## زادگان
- ۱۳ اکتبر - ابن فرفور دمشقی، قاضی، فقیه شافعی و شاعر شامی .

## درگذشتگان
- ۳۱ اکتبر - ژان هشتم، امپراتور بیزانس

‎